# Wide-Mouth Frog
Wide-Mouth Frog (досл. с англ. «лягушка с широкой глоткой») — возможно, самый простой протокол для симметричного обмена ключами с использованием доверенного сервера. {\displaystyle A} (Алиса) и {\displaystyle B} (Боб) разделяют секретный ключ с {\displaystyle T} (Трентом). В данном протоколе ключи используются только для их распределения, а не для шифрования сообщений.

## История
Автором протокола считается Майкл Бэрроуз (англ. Michael Burrows), впервые он был опубликован в «Michael Burrows, Martin Abadi, and Roger Needham. A logic of authentication» в 1989 году. В 1997 Гэвин Лоу (англ. Gavin Lowe (computer scientist)) в своей работе «A Family of Attacks upon Authentication Protocols» предложил модифицированный  Wide-Mouthed Frog протокол (англ. Lowe modiﬁed Wide-Mouthed frog protocol), исправляющий некоторые уязвимости.

## Протокол Wide-Mouthed Frog[4]

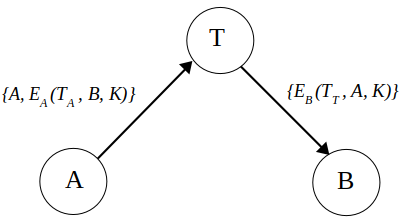
Схема взаимодействия участников протокола Wide-Mouth Frog

Для начала сеанса передачи сообщений Алиса шифрует конкатенацию метки времени, идентификатора Боба и сгенерированного случайного сеансового ключа. В качестве ключа шифрования используется ключ, который известен Алисе и Тренту — промежуточному доверенному серверу. После этого Алиса передаёт своё имя (в открытом виде) и зашифрованные данные Тренту.
{\displaystyle Alice\to \left\{A,E_{A}\left(T_{A},B,K\right)\right\}\to Trent}
Трент расшифровывает совместным с Алисой ключом пакет, выбирает оттуда сгенерированный Алисой случайный сеансовый ключ и составляет конкатенацию из новой метки времени, идентификатора Алисы и сеансового ключа, после чего шифрует её общим с Бобом ключом и передаёт ему.
{\displaystyle Trent\to \left\{E_{B}\left(T_{T},A,K\right)\right\}\to Bob}
После этого Боб расшифровывает пакет данных общим с Трентом ключом и может использовать сгенерированный Алисой случайный сеансовый ключ для передачи данных.

## Атаки на протокол Wide-Mouthed Frog

### Атака 1995 года
В 1995 году Росс Андерсон и Роджер Нидхем предложили следующий алгоритм атаки на протокол:
1. {\displaystyle Alice\to \left\{A,E_{A}\left(T_{A},B,K\right)\right\}\to Trent}
2. {\displaystyle Trent\to \left\{E_{B}\left(T_{T},A,K\right)\right\}\to Bob}
3. {\displaystyle I(Bob)\to \left\{B,E_{B}\left(T_{T},A,K\right)\right\}\to Trent}
4. {\displaystyle Trent\to \left\{E_{A}\left(T'_{T},B,K\right)\right\}\to Alice}
5. {\displaystyle I(Alice)\to \left\{A,E_{A}\left(T'_{T},B,K\right)\right\}\to Trent}
6. {\displaystyle Trent\to \left\{E_{B}\left(T''_{T},A,K\right)\right\}\to Bob},

где I(Alice) и I(Bob) — злоумышленник имитирующий Алису и Боба соответственно.
Изъян протокола заключается в том, что Трент обновляет свою временную метку {\displaystyle T_{T}}, от временной метки Алисы {\displaystyle T_{A}}. То есть пока Трент не держит список всех рабочих ключей и меток, злоумышленник может поддерживать ключи рабочими, используя Трента в качестве предсказателя.
Практический результат данного недостатка будет зависеть от приложения. Например, если пользователи используют смарт-карту с данным протоколом, который в открытом виде отправляет сеансовый ключ в программный модуль шифрования (англ. software bulk encryption routine), то ключи могут быть открыты для данной атаки. Злоумышленник может наблюдать как Алиса и Боб проводят сеансы и поддерживать ключи рабочими, пока не появится возможность выкрасть смарт-карту.

### Атака 1997 года
В 1997 году Гэвин Лоу предложил ещё один вариант атаки на данный протокол, основанный на том, что злоумышленник заставляет думать Боба, что Алиса установила два сеанса обмена, в то время как Алиса устанавливает один сеанс. Атака включает два чередующихся прохода протокола, которые мы назовём {\displaystyle \alpha } и {\displaystyle \beta }, обозначим, например, второе сообщение сеанса \alpha как {\displaystyle \alpha .2.} Тогда атака выглядит следующим образом:
1. {\displaystyle Message} {\displaystyle \alpha .1.} {\displaystyle Alice\to \left\{A,E_{A}\left(T_{A},B,K\right)\right\}\to Trent}
2. {\displaystyle Message} {\displaystyle \alpha .2.} {\displaystyle Trent\to \left\{B,E_{B}\left(T_{T},A,K\right)\right\}\to Bob}
3. {\displaystyle Message} {\displaystyle \beta .2.} {\displaystyle I(Trent)\to \left\{B,E_{B}\left(T_{T},A,K\right)\right\}\to Bob},

где I(Trent) злоумышленник имитирующий Трента.
Сеанс {\displaystyle \alpha } представляет нормальный ход обмена ключами, когда Алиса устанавливает сеанс с Бобом, используя ключ {\displaystyle K}. Тогда в сообщении {\displaystyle \beta .2}, злоумышленник имитирует Трента, и повторяет сообщение {\displaystyle \alpha .2}; после чего Боб считает, что Алиса пытается начать второй сеанс.
Кроме того, злоумышленник может воспроизвести для Трента сообщение {\displaystyle \alpha .1}, как сообщение следующего сеанса. Это приведёт к получению Бобом второго сообщение, с таким же результатом как и ранее.
Данную уязвимость исправляет модифицированный  Wide-Mouthed Frog протокол (англ. Lowe modiﬁed Wide-Mouthed frog protocol).

## Модифицированный Wide-Mouthed Frog протокол
Данная модификация была предложена Гэвином Лоу, для устранения уязвимости для атаки 1997 года. Выглядит она следующим образом:

1. {\displaystyle Alice\to \left\{A,E_{A}\left(T_{A},B,K\right)\right\}\to Trent}
2. {\displaystyle Trent\to \left\{E_{B}\left(T_{T},A,K\right)\right\}\to Bob}
3. {\displaystyle Bob\to \left\{R_{B}\right\}_{K}\to Alice}
4. {\displaystyle Alice\to \left\{R_{B}+1\right\}_{K}\to Bob}

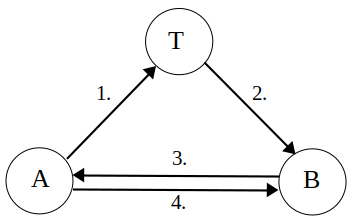
Схема взаимодействия участников модифицированного протокола Wide-Mouth Frog

Эти изменения позволят избежать атак 1997 года: Боб будет генерировать два разных одноразовых номера, по одному для каждого сеанса, и ожидать в качестве ответа сообщение 4. В то же время Алиса будет возвращать только одно такое сообщение, и злоумышленник не сможет сгенерировать другого.
К сожалению, данная модификация убирает самую привлекательную черту протокола Wide-Mouthed Frog — простоту.

## Особенности
- Требуется глобальный счётчик.
- Трент имеет доступ ко всем ключам.
- Значение сеансового ключа {\displaystyle K} полностью определяется Алисой, то есть она должна быть достаточно компетентной для генерации хороших ключей.
- Может дублировать сообщения, во время действия временной метки.
- Алиса не знает существует ли Боб.
- Протокол динамичный, что обычно нежелательно, так как это требует большей функциональности от Трента. Например, Трент должен справляться с ситуацией, когда Боб недоступен.